# 羅傑·克雷格·史密斯
羅傑·克雷格·史密斯（英語：Roger Craig Smith ；1975年8月11日－），是一位美國男配音員和前獨角喜劇演員，知名作品如電子遊戲《刺客教條系列》裡的艾吉奥·奥迪托雷·达·佛罗伦萨角色配音以及《惡靈古堡5》、《惡靈古堡6》中的克里斯·雷德菲爾角色配音而聞名。
此外，史密斯也為其他遊戲配音如《音速小子系列》的索尼克、《真·三國無雙》、《垂死之光》、《星際大戰：戰場前線II》、《任天堂明星大亂鬥 特別版》和漫畫系列《復仇者聯盟》、《美國隊長》的幾個角色。
除了遊戲配音，他還曾為動畫電影配音如2008年的《惡靈古堡：惡化》的柯提斯·米勒（Curtis Miller）和2015年的《蝙蝠俠無極限：動物本能》中的蝙蝠俠。

## 生平
史密斯生於密西根州的聖約瑟夫，從小就對娛樂業一直很感興趣。2003年畢業於查普曼大學的道奇電影和媒體藝術學院，並獲得了劇作學位。

## 個人生活
史密斯目前居住在加利福尼亞州的查茨沃斯，在那裡他喜歡玩電子遊戲和登山車。

## 外部連結
- 羅傑·克雷格·史密斯在互联网电影资料库（IMDb）上的資料（英文）
- 羅傑·克雷格·史密斯的X（前Twitter）
- 羅傑·克雷格·史密斯的Instagram帳戶
- 羅傑·克雷格·史密斯 （页面存档备份，存于）的官網